# Boquq qaghan
Boquq qaghan (pinyin : ténglǐ kèhán), également connu sous le nom de Qutluǧ, de la tribu des Ädiz, mort en 808; est le fondateur de la dynastie des Ädiz au sein du khaganat ouïghour dont il devient khagan (empereur).
On lui donne sur la stèle de Karabalghasun, les noms de Tängridä ülügbulmıš, alp, qutluǧ, uluǧ, bilgä qagan, et dans le Xin Tangshu, 爱滕里囉羽錄沒蜜施合胡祿毗伽可汗, transcription phonétique de Ay tängridä ülüg bulmısalp ulugbilgä Huaixin qagan

## Biographie
Il est général en chef et premier ministre (el ögäsi) du khanat des Toquz Oguz, à la mort de Ton Baga Tarqan qaghan, en 789. La stèle de Karabalghasun dit qu'il détruit le khanat des Kirghiz, qui menaçait l'empire. En 790, alors qu'il se bat contre les Tibétains, le Zhongzhen qaghan (zh) est tué par son frère qui lui prend le trône, la population révoltée tue ce dernier et place le fils de Zhongzhen, Boquq devenant régent. Il mène alors une campagne en Asie centrale contre les Tibétains et prend Bešbaliq et Qočo  en 792, et sauve Kuča (Moriyasu). Le jeune enfant mourant, il devient khagan, inaugurant la dynastie des Ädiz.
En 808, Qutlugh meurt, son fils, Pao-i (zh) lui succède. La même année les Ouïghours prennent la préfecture de Liang (dans l'actuelle Gansu) aux Tibétains.